# Хвастовицький район
Хвастовицький район (рос. Хвастовичский район) — муніципальне утворення в Калузькій області Росії. Адміністративний центр — село Хвастовичі.

## Географія
Район розташований на півдні Калузької області. Район межує з Жиздринським, Думіницьким і Ульяновським районами Калузької області, а також з Брянською і Орловською областями. Площа 1413 км² (4-е місце серед районів).
Річки: Рессета. Населенні пункти: Підбужжя.

## Транспорт
Через район проходить автомагістраль Москва — Київ, шосе Хвастовичі — Авдіївка — Брянськ, шосе Хвастовичі-Козельськ-Калуга. Регулярне автобусне сполучення між райцентром і залізничною станцією Судимир (на лінії Брянськ — Сухиничі).